# マーティン・シャーウィン
マーティン・シャーウィン（Martin J. Sherwin、1937年7月2日 - 2021年10月6日）は、アメリカの歴史学者。タフツ大学名誉教授。専門は、アメリカ外交史、原爆開発を中心に1940年代のアメリカ外交が主要な研究テーマである。

## 生涯
ダートマス大学卒業。カリフォルニア大学ロサンゼルス校で博士号取得。タフツ大学のウォルター・S・ディクソン講座教授（2007年まで）、ジョージ・メイソン大学教授を務めた。
2006年、カイ・バードとの共著『オッペンハイマー』でピューリッツァー賞 伝記部門およびダフ・クーパー賞を受賞した。

## 著書
- A world destroyed: Hiroshima and its legacies, Random House, 1975.
『破滅への道程――原爆と第二次世界大戦』、加藤幹雄訳、TBSブリタニカ, 1978
- Gambling with Armageddon: Nuclear Roulette from Hiroshima to the Cuban Missile Crisis, Vintage, 2020.
『キューバ・ミサイル危機』、三浦元博訳、白水社 上下, 2022。遺著

共著
- American Prometheus: the triumph and tragedy of J. Robert Oppenheimer with Kai Bird and Martin J. Sherwin, A. A. Knopf, 2005.
カイ・バードと『オッペンハイマー 「原爆の父」と呼ばれた男の栄光と悲劇』、河邉俊彦訳、PHP研究所 上下, 2007／ハヤカワ文庫NF 上中下, 2024